# Meneer Doktoor
Meneer Doktoor was een Vlaamse televisiedocumentairereeks uit 2009, gemaakt door de regisseurs Peter Vandekerckhove, Arnout Hauben en Mikhaël Cops voor Woestijnvis.

## De documentaire
De negendelige serie werd in de herfst van 2009 uitgezonden op Canvas en haalde gemiddeld meer dan 400.000 kijkers wat opmerkelijk is voor een documentaire. De reeks belicht het leven van plattelandsdokters in het Vlaanderen van de jaren 40, 50 en 60 van de 20e eeuw. Aan de hand van getuigenissen van tien bejaarde doktoors werd het dorpsleven geschetst, naast de ontwikkeling van de geneeskunde, de zeden en moraal doorheen de jaren en de maatschappelijke rol van de huisarts in de gemeenschap. Een van de opmerkelijkste getuigenissen was deze van dokter en burgemeester Johan Buytaert. Aan hem werd ook een aparte uitzending gewijd waarin een portret van de man werd geschetst. De verschillende getuigenissen werden afgeleverd met archiefbeelden uit de betrokken periode.
Aan de basis van de serie lag het boek van regisseur Peter Vandekerckhove, waarin 60 dokters geïnterviewd werden, naast archiefmateriaal uit de archieven van onder andere het KADOC.
Johan Buytaert overleed niet lang na de laatste aflevering van de reeks, op 23 december 2009.
- Aflevering 1: De beginjaren (17 oktober 2009) (1 maart 2011)
- Aflevering 2: Hygiëne (24 oktober 2009) (8 maart 2011)
- Aflevering 3: De Kerk (31 oktober 2009)
- Aflevering 4: Seksualiteit (7 november 2009)
- Aflevering 5: De psyche (21 november 2009)
- Aflevering 6: De oorlogsjaren (28 november 2009)
- Aflevering 7: Ethiek (5 december 2009)
- Aflevering 8: Einde van een tijdperk (12 december 2009)
- Aflevering 9: Dr. Buytaert (19 december 2009)

De themamuziek is "Primavera" van Ludovico Einaudi van zijn album "Divenire".